# Ten Foot Pole
Ten Foot Pole es una banda de Punk Rock estadounidense, formada en 1983 bajo el nombre de Scared Straight. La banda adoptó el nombre definitivo de nombre a principios de la década del 1990 mientras estaban de gira por Europa, no queriendo ser confundidos con una banda de Punk Straight Edge.
Antes de cambiarse el nombre a Ten Foot Pole, la banda incluía a Scott Radinsky y Dennis Jagard, ambos pertenecientes al Nardcore Punk. La banda saco dos álbumes bajo su nuevo nombre con la vieja formación: Swill y Rev. Después de la salida de Rev y un EP con Satanic Surfers, Scott se vio obligado a dejar la banda por seguir su carrera como jugador profesional de baseball, pues la banda ya tenía intenciones de salir de gira. Desde entonces, Dennis, quien fue el principal escritor, pasó a la voz así como también a la guitarra.
Los Próximos álbumes, Unleashed y Insider atrajeron a una nueva camada de fanes, mientras que perdía a una vieja que prefería la voz de Scott. Su próximo álbum, Bad Mother Trucker salió a luz por Victory Records, seguido por Subliminable Messages en Go-Kart Records. Varios músicos se unieron y se separaron en el camino, mientras la banda DIY andaba de gira por Estados Unidos, Europa y Canadá, incluyendo a Eric Cody, Kevin Divel, John Chapman, Dan Kelly, Chris Dalley, Keith Divel y Mark Levy, quien es director técnico de baseball juvenil en Culver City High School, y profesor de estudios sociales para una escuela de Culver City, California. Dennis es ingeniero de sonido que ha mezclado para artistas como Prince o Return for Ever.
Kevin Ruggeri es miembro de la banda canadiense Four Square. Es profesor de inglés en el liceo Conestoga de Berwyn, Pensilvania.
La banda ha anunciado que va a dar un show el 4 de abril de 2009 en el Festival Riorock en Bélgica, rompiendo de esta manera un hiato de 3 años.
En 2000 participaron en las compilaciones de Punk Goes Metal haciendo un cover de Love Song por Tesla

## Discografía
- (1993) Swill
- (1994) Rev
- (1995) Ten Foot Pole & Satanic Surfers
- (1997) Unleashed
- (1998) Insider
- (2002) Bad Mother Trucker
- (2004) Subliminable Messages